# Døde i 2018
Døde i 2018 er en liste over notable personer, der er afgået ved døden i 2018. 

## Januar
| - John Young - France Gall - Odvar Nordli - Erling Mandelmann - Dorothy Malone - Paul Bocuse - Jens Okking - Mort Walker - Ingvar Kamprad |

- 1. januar - Teddy Edelmann, dansk sanger (født 1941).[1]
- 2. januar - Thomas S. Monson, amerikansk religiøs leder (født 1927).[2]
- 4. januar - Brendan Byrne, amerikansk guvernør (født 1924).[3]
- 4. januar - Ray Thomas, engelsk musiker - The Moody Blues (født 1941).[4]
- 5. januar - John Young, amerikansk astronaut (født 1930).[5]
- 5. januar - Christoffer Barnekow, svensk journalist og tv-vært (født 1940).[6]
- 7. januar - France Gall, fransk sangerinde (født 1947).[7]
- 8. januar - Hans Aabech, dansk tidligere fodboldspiller (født 1948).[8]
- 9. januar - Odvar Nordli, norsk politiker (født 1927).[9]
- 10. januar - Eddie Clarke, engelsk rockguitarist (født 1950).[10]
- 11. januar - Edgar Ray Killen, amerikansk Ku Klux Klan leder (født 1925).[11]
- 13. januar - Jean Porter, amerikansk skuespillerinde (født 1922).[12]
- 14. januar - Erling Mandelmann, dansk fotograf (født 1935).[13]
- 14. januar - Cyrille Regis, engelsk fodboldspiller (født 1958).[14]
- 15. januar - Synnøve Søe, dansk forfatter og journalist (født 1962).[15]
- 15. januar - Dolores O'Riordan, irsk sangerinde (født 1971).[16]
- 15. januar - Edwin Hawkins, amerikansk musiker (født 1943).[17]
- 15. januar - Hans Pavia Egede, grønlandsk politiker (født 1954).[18]
- 16. januar - Bradford Dillman, amerikansk skuespiller (født 1930).[19]
- 17. januar - Simon Shelton, engelsk skuespiller (født 1966).[20]
- 18. januar - Pelle Jarmer, dansk politiker og tidligere borgmester (født 1936).[21]
- 19. januar - Dorothy Malone, amerikansk skuespillerinde (født 1924).[22]
- 20. januar - Paul Bocuse, fransk kok (født 1926).[23]
- 20. januar - Naomi Parker, amerikansk krigsindustriarbejder og servitrice (født 1921).[24]
- 21. januar - Jens Okking, dansk skuespiller og politiker (født 1939).[25]
- 21. januar - Sille Lundquist, dansk model og skuespillerinde (født 1970).[26]
- 22. januar - Connie Sawyer, amerikansk skuespillerinde (født 1912).[27]
- 22. januar - Ursula K. Le Guin, amerikansk forfatter (født 1929).[28]
- 23. januar - Hugh Masekela, sydafrikansk trompetist (født 1939).[29]
- 23. januar - Nicanor Parra, chilensk digter (født 1914).[30]
- 24. januar - Mark E. Smith, engelsk musiker (født 1957).[31]
- 26. januar - Hiromu Nonaka, japansk politiker (født 1925).[32]
- 27. januar - Mort Walker, amerikansk tegneserieforfatter (født 1923).[33]
- 27. januar - Ingvar Kamprad, svensk virksomhedsleder (født 1926).[34]
- 30. januar - Mark Salling, amerikansk skuespiller (født 1982).[35]
- 30. januar - Cav Bøgelund, dansk filminstruktør (født 1978).[36]
- 31. januar - Ann Gillis, amerikansk skuespillerinde (født 1927).[37]

## Februar
| - Ole Thestrup - HKH Prins Henrik - Ruud Lubbers - Morgan Tsvangirai - Billy Graham - Piet van Deurs |

- 1. februar - Palle Sørensen, dansk drabsmand (født 1927).[38]
- 2. februar - Ole Thestrup, dansk skuespiller (født 1948).[39]
- 4. februar - John Mahoney, engelsk-amerikansk skuespiller (født 1940).[40]
- 4. februar - Ole Roos, dansk filminstruktør og fotograf (født 1937).[41][42]
- 6. februar - John Perry Barlow, amerikansk forfatter og internetaktivist (født 1947).[43]
- 7. februar - Pat Torpey, amerikansk rockmusiker (født 1953).[44]
- 7. februar - Waltraud Kretzschmar, østtysk håndboldspiller (født 1948).[45]
- 9. februar - John Gavin, amerikansk skuespiller (født 1931).[46]
- 9. februar - Reg E. Cathey, amerikansk skuespiller (født 1958).[47]
- 9. februar - Liam Miller, irsk fodboldspiller (født 1981).[48]
- 9. februar - Jóhann Jóhannsson, islandsk komponist (født 1969).[49]
- 11. februar - Vic Damone, amerikansk sanger (født 1928).[50]
- 13. februar - H.K.H.Prins Henrik, dansk prins (født 1934).[51]
- 13. februar - Nini Theilade, dansk solodanser og balletpædagog (født 1915).[52]
- 14. februar - Ruud Lubbers, hollandsk økonom og politiker (født 1939).[53]
- 14. februar - Morgan Tsvangirai, zimbabwisk politiker (født 1952).[54]
- 15. februar - Lassie Lou Ahern, amerikansk skuespillerinde (født 1920).[55]
- 18. februar - Günter Blobel, tysk-amerikansk biolog (født 1936).[56]
- 18. februar - Didier Lockwood, fransk jazzviolinist (født 1956).[57]
- 21. februar - Billy Graham, amerikansk prædikant (født 1918).[58]
- 22. februar - Piet van Deurs, dansk journalist og forfatter (født 1931).[59]
- 22. februar - Nanette Fabray, amerikansk skuespillerinde (født 1920).[60]
- 23. februar - Lewis Gilbert, engelsk filminstruktør, producer og manuskriptforfatter (født 1920).[61]
- 24. februar - Bud Luckey, amerikansk skuespiller (født 1934).[62]
- 25. februar - Jean Schmücker, dansk boksetræner.[63]
- 26. februar - Benjamin Melniker, amerikansk filmproducer (født 1913).[64]
- 26. februar - Ernest Bohr, dansk jurist og hockeyspiller (født 1924).[65]
- 27. februar - Quini, spansk fodboldspiller (født 1949).[66]

## Marts
| - Davide Astori - Reynaldo Bignone - Stephen Hawking - Phan Văn Khải - Lys Assia |

- 2. marts - Gillo Dorfles, italiensk kunstner (født 1910).[67]
- 3. marts - David Ogden Stiers, amerikansk skuespiller (født 1942).[68]
- 4. marts - Davide Astori, italiensk fodboldspiller (født 1987).[69]
- 5. marts - Nils Wilhjelm, dansk godsejer og politiker (født 1936).[70]
- 7. marts - Reynaldo Bignone, argentinsk præsident (født 1928).[71]
- 8. marts - Wilson Harris, guyanesisk forfatter (født 1921).[72]
- 8. marts - Christian Wichmann Matthiessen, dansk geograf (født 1945).[73]
- 9. marts - Jo Min-ki, sydkoreansk skuespiller (født 1965).[74]
- 10. marts - Hubert de Givenchy, fransk greve (født 1927).[75]
- 11. marts - Ken Dodd, engelsk komiker og sanger (født 1927).[76]
- 12. marts - Oleg Tabakov, russisk skuespiller (født 1935).[77]
- 13. marts - Thomas Berry Brazelton, amerikansk børnelæge og forfatter (født 1918).[78]
- 14. marts - Stephen Hawking, britisk fysiker (født 1942).[79]
- 14. marts - Palle Kjærulff-Schmidt, dansk film- og sceneinstruktør (født 1931).[80]
- 15. marts - Jørgen "Gamle" Hansen, dansk bokser (født 1943).[81]
- 16. marts - Adrian Lamo, amerikansk programmør (født 1981).[82]
- 17. marts - Phan Văn Khải, vietnamesisk politiker (født 1933).[83]
- 22. marts - René Houseman, argentinsk fodboldspiller (født 1953).[84]
- 22. marts - Johan van Hulst, hollandsk politiker (født 1911).[85]
- 24. marts - Lys Assia, schweizisk sangerinde (født 1924).[86]
- 24. marts - José Antonio Abreu, venezuelansk økonom, musiker og politiker (født 1939).[87]
- 24. marts - Asger Bonfils, dansk skuespiller og sceneinstruktør (født 1928).[88]
- 25. marts - Jerry Williams, svensk sanger (født 1942).[89]
- 27. marts - Stéphane Audran, fransk skuespillerinde (født 1932).[90]
- 27. marts - Werner Svendsen, dansk tv-chef og forlægger (født 1930).[91]
- 28. marts - Clément Rosset, fransk forfatter (født 1939).[92]
- 29. marts - Sven-Olov Sjödelius, svensk kajakroer (født 1933).[93]
- 30. marts - Bill Maynard, engelsk skuespiller (født 1928).[94]
- 31. marts - Luigi De Filippo, italiensk skuespiller (født 1930).[95]

## April
| - Winnie Mandela - Lill-Babs - Isao Takahata - Daniel Akaka - Miloš Forman - R. Lee Ermey - Ivan Mauger - Barbara Bush - Avicii |

- 1. april - Steven Bochco, amerikansk manuskriptforfatter (født 1943).[96]
- 1. april - Efraín Ríos Montt, guatemalansk officer og præsident (født 1926).[97]
- 2. april - Winnie Mandela, sydafrikansk borgerretsforkæmper (født 1936).[98]
- 2. april - Susan Anspach, amerikansk skuespiller (født 1942).[99]
- 3. april - Lill-Babs, svensk sanger og skuespillerinde (født 1938).[100]
- 4. april - Ray Wilkins, engelsk fodboldspiller (født 1956).[101]
- 5. april - Isao Takahata, japansk filminstruktør (født 1935).[102]
- 5. april - Cecil Taylor, amerikansk jazzpianist (født 1929).[103]
- 6. april - Daniel Akaka, amerikansk politiker (født 1924).[104]
- 8. april - Chuck McCann, amerikansk skuespiller (født 1934).[105]
- 8. april - Michael Goolaerts, belgisk cykelrytter (født 1994).[106]
- 8. april - Ole Kåre Føli, dansk terapeut, behandler, og forfatter. (født 1944).[107]
- 10. april - Richard Peyzaret, fransk tegneserietegner (født 1946).[108]
- 12. april - John Melcher, amerikansk politiker (født 1924).[109]
- 13. april - Miloš Forman, tjekkisk-amerikansk filminstruktør (født 1932).[110]
- 14. april - Isabella Biagini, italiensk skuespillerinde (født 1943).[111]
- 15. april - R. Lee Ermey, amerikansk skuespiller (født 1944).[112]
- 15. april - Michael Halliday, britisk lingvist (født 1925).[113]
- 15. april - Vittorio Taviani, italiensk filminstruktør (født 1929).[114]
- 16. april - Ivan Mauger, newzealandsk speedwaykører (født 1939).[115]
- 16. april - Solveig Sandnes, dansk sangerinde (født 1973).[116]
- 17. april - Barbara Bush, tidl. amerikansk præsidentfrue (født 1925).[117]
- 18. april - Bruno Sammartino, amerikansk bryder (født 1935).[118]
- 19. april - Ellen Andersen, dansk økonom (født 1937).[119]
- 20. april - Avicii, svensk DJ (født 1989).[120]
- 20. april - Roy Bentley, engelsk fodboldspiller (født 1924).[121]
- 21. april - Nabi Tajima, verdens ældste person ved sin død (født 1900).[122]
- 21. april - Verne Troyer, amerikansk skuespiller (født 1969).[123]
- 24. april - Henri Michel, fransk fodboldspiller og -træner (født 1947).[124]
- 25. april - Michael Anderson, britisk filminstruktør (født 1920).[125]
- 25. april - Rolf Jonshøj, dansk journalist (født 1943).[126]
- 26. april - Peter Hjørne, dansk advokat (født 1944).[127]
- 27. april - Paul Junger Witt, amerikansk filmproducer (født 1941).[128]
- 29. april - Lester James Peries, srilankansk filminstruktør (født 1919).[129]
- 29. april - Robert Mandan, amerikansk skuespiller (født 1932).[130]

## Maj
| - Margot Kidder - Tom Wolfe - Bernard Lewis - Philip Roth - Alan Bean - Ola Ullsten - Jens Christian Skou |

- 2. maj - Wolfgang Völz, tysk skuespiller (født 1930).[131]
- 4. maj - Renate Dorrestein, hollandsk forfatter (født 1954).[132]
- 5. maj - Ermanno Olmi, italiensk filminstruktør (født 1931).[133]
- 6. maj - Niels Anker Kofoed, dansk politiker og minister (født 1929).[134]
- 7. maj - Maurane, belgisk sangerinde (født 1960).[135]
- 7. maj - Lone de Neergaard, dansk overlæge (født 1946).[136]
- 7. maj - Søren Hyldgaard, dansk filmmusiker (født 1962).[137]
- 8. maj - George Deukmejian, amerikansk politiker (født 1928).[138]
- 9. maj - Per Kirkeby, dansk kunster (født 1938).[139]
- 10. maj - Jevgenij Vasjukov, russisk skakstormester (født 1933).[140]
- 11. maj - Ulla Sallert, svensk skuespillerinde (født 1923).[141]
- 12. maj - Tessa Jowell, britisk politiker (født 1947).[142]
- 13. maj - Margot Kidder, canadisk-amerikansk skuespillerinde (født 1948).[143]
- 14. maj - Tom Wolfe, amerikansk forfatter (født 1930).[144]
- 15. maj - Jlloyd Samuel, engelsk fodboldspiller (født 1981).[145]
- 15. maj - Ray Wilson - engelsk fodboldspiller (født 1934).[146]
- 16. maj - Joseph Campanella, amerikansk skuespiller (født 1924).[147]
- 16. maj - Nils Foss, dansk direktør og civilingeniør (født 1928).[148]
- 19. maj - Bernard Lewis, amerikansk historiker (født 1916).[149]
- 19. maj - Kjeld Rasmussen, dansk politiker (født 1926).[150]
- 20. maj - Patricia Morison, amerikansk skuespillerinde (født 1915).[151]
- 20. maj - Bodil Graae, dansk journalist og fredsforkæmper (født 1925).[152]
- 21. maj - Clint Walker, amerikansk skuespiller (født 1927).[153]
- 22. maj - Philip Roth, amerikansk romanforfatter (født 1933).[154]
- 24. maj - Jerry Maren, amerikansk skuespiller (født 1920).[155]
- 25. maj - Merete Ries, dansk forlagsdirektør (født 1938).[156]
- 26. maj - Alan Bean, amerikansk astronaut (født 1932).[157]
- 26. maj - Roger Piantoni, fransk fodboldspiller (født 1931).[158]
- 28. maj - Ola Ullsten, svensk politiker (født 1931).[159]
- 28. maj - Jens Christian Skou, dansk modtager af Nobelprisen i kemi (født 1918).[160]

## Juni
| - Paul D. Boyer - Anthony Bourdain - XXXTentacion - Arvid Carlsson |

- 1. juni - Eddy Clearwater, amerikansk musiker (født 1935).[161]
- 2. juni - Paul D. Boyer, amerikansk biokemiker (født 1918).[162]
- 3. juni - Frank Carlucci, amerikansk politiker (født 1930).[163]
- 5. juni - Kate Spade, amerikansk designer (født 1962).[164]
- 6. juni - Tinus Bosselaar, hollandsk fodboldspiller (født 1936).[165]
- 7. juni - Arie den Hartog, hollandsk landevejscykelrytter (født 1941).[166]
- 8. juni - Anthony Bourdain, amerikansk kok (født 1956).[167]
- 8. juni - Eunice Gayson, engelsk skuespillerinde (født 1928).[168]
- 8. juni - Freddy Eugen, dansk cykelrytter (født 1941).[169]
- 8. juni - Maria Bueno, brasiliansk tennisspiller (født 1939).[170]
- 9. juni - Reinhard Hardegen, tysk officer (født 1913).[171]
- 12. juni - Jon Hiseman, engelsk jazzrock trommeslager (født 1944).[172]
- 12. juni - Ib Frederiksen, dansk minister og borgmester (født 1927).[173]
- 15. juni - Leslie Grantham, engelsk skuespiller (født 1947).[174]
- 18. juni - XXXTentacion, amerikansk rapper (født 1998).[175]
- 19. juni - Elisabeth, dansk prinsesse (født 1935).[176]
- 22. juni - Vinnie Paul Abbott, amerikansk heavy metal-trommeslager (født 1964).[177]
- 23. juni - Kim Jong-pil, sydkoreansk politiker (født 1926).[178]
- 23. juni - Flemming Nielsen, dansk fodboldspiller og -træner (født 1954).[179]
- 27. juni - Joseph Jackson, amerikansk musikmanager (født 1928).[180]
- 28. juni - Goran Bunjevčević, serbisk fodboldspiller (født 1973).[181]
- 29. juni - Arvid Carlsson, svensk farmakolog (født 1923).[182]

## Juli
| - Peter Carington - Thorvald Stoltenberg |

- 4. juli - Robby Müller, hollandsk filmfotograf (født 1940).[183]
- 5. juli - Claude Lanzmann, fransk dokumentarist (født 1925).[184]
- 5. juli - Finn Slumstrup, dansk forfatter og foredragsholder (født 1941). [185]
- 6. juli - Shoko Asahara, japansk sektleder og morder (født 1955).[186]
- 8. juli - Tab Hunter, amerikansk skuespiller (født 1931).[187]
- 9. juli - Peter Carington, britisk konservativ politiker (født 1919).[188]
- 9. juli - Hans-Pavia Rosing, grønlandsk politiker (født 1948).[189]
- 10. juli - Henning Prins, dansk forfatter (født 1939).[190]
- 13. juli - Thorvald Stoltenberg, norsk politiker (født 1931).[191]
- 16. juli - Henrik Lyding, dansk teateranmelder og dramaturg (født 1956).[192]
- 19. juli - Shinobu Hashimoto, japansk manuskriptforfatter (født 1918).[193]
- 21. juli - Martin Nielsen, dansk fagforeningsmand og borgmester (født 1927).[194]
- 23. juli - Paul Madeley, engelsk fodboldlandsholdsspiller (født 1944).[195]
- 25. juli - Sergio Marchionne, italiensk-canadisk Ferrari-topchef (født 1952).[196]
- 27. juli - Bernard Hepton, engelsk skuespiller (født 1925).[197]
- 28. juli - Kora Jackowska, polsk sangerinde (født 1951).[198]
- 29. juli - Vibeke Skofterud, norsk langrendsløber (født 1980).[199]
- 29. juli - Merethe Stagetorn, dansk advokat (født 1942).[200]
- 29. juli - Hans Kristian Amundsen, rådgiver for statsminister Stoltenberg (i Norge)[201]

## August
| - V.S. Naipaul - Aretha Franklin - Atal Bihari Vajpayee - Benny Andersen - Kofi Annan - John McCain - Aleksandr Zakhartjenko |

- 1. august - Mary Carlisle, amerikansk skuespillerinde (født 1914).[202]
- 4. august - Peter Kemp, dansk filosof (født 1937).[203][204]
- 5. august - Jens Maigaard, dansk politiker og folketingsmedlem.[205]
- 5. august - Charlotte Rae, amerikansk skuespillerinde (født 1926).[206]
- 5. august - Klaus Wegener, dansk skuespiller (født 1944).[207]
- 6. august - Paul Laxalt, amerikansk politiker (født 1922).[208]
- 7. august - Stan Mikita, amerikansk-slovakisk ishockeyspiller (født 1940).[209][210]
- 11. august - V.S. Naipaul, caribisk forfatter (født 1932).[211]
- 12. august - Samir Amin, egyptisk økonom (født 1931).[212]
- 13. august - Jim Neidhart, amerikansk wrestling-stjerne (født 1955).[213]
- 16. august - Aretha Franklin, amerikansk sangerinde (født 1942).[214]
- 16. august - Atal Bihari Vajpayee, indisk politiker og tidligere premierminister (født 1924).[215]
- 16. august - Benny Andersen, dansk forfatter og komponist (født 1929).[216]
- 18. august - Kofi Annan, ghanesisk modtager af Nobels Fredspris og generalsekretær for FN (født 1938).[217]
- 20. august - Uri Avnery, israelsk journalist og fredsaktivist (født 1923).[218]
- 21. august - Barbara Harris, amerikansk skuespillerinde (født 1935).[219]
- 22. august - Ed King, amerikansk rockmusiker (født 1949).[220]
- 25. august - John McCain, amerikansk politiker (født 1936).[221]
- 29. august - James Mirrlees, skotsk økonom og Nobelprismodtager (født 1936).[222]
- 30. august - Joseph Kobzon, russisk sanger (født 1937).[223]
- 31. august - Aleksandr Zakhartjenko, statsminister i Folkerepublikken Donetsk (født 1976).[224]

## September
| - Margit Sandemo - Burt Reynolds - Trần Đại Quang - Kim Larsen |

- 1. september - Margit Sandemo, norsk-svensk forfatter (født 1924).[225]
- 3. september - Lydia Clarke, amerikansk skuespillerinde (født 1923).[226]
- 4. september - Christopher Lawford, amerikansk forfatter og skuespiller (født 1955).[227]
- 6. september - Burt Reynolds, amerikansk skuespiller (født 1936).[228]
- 7. september - Mac Miller, amerikansk rapper (født 1992).[229]
- 7. september - Kurt Helmudt, dansk roer og OL-guldvinder (født 1943).[230]
- 8. september - Chelsi Smith, amerikansk skuespillerinde (født 1973).[231]
- 9. september - Frank Andersson, svensk bryder og entertainer (født 1956).[232]
- 11. september - Fenella Fielding, engelsk skuespillerinde (født 1927).[233]
- 12. september - Rachid Taha, algerisk sanger (født 1958).[234]
- 15. september - Kirin Kiki, japansk skuespillerinde (født 1943).[235]
- 16. september - Maartin Allcock, engelsk multiinstrumentalist (født 1957).[236]
- 18. september - Jean Piat, fransk skuespiller (født 1924).[237]
- 18. september - Robert Venturi, amerikansk arkitekt (født 1925).[238]
- 19. september - Győző Kulcsár, ungarsk fægter (født 1940).[239]
- 20. september - John Cunliffe, engelsk børnebogsforfatter (født 1933).[240]
- 21. september - Trần Đại Quang, Vietnams præsident (født 1956).[241]
- 22. september - Al Matthews, amerikansk skuespiller (født 1942).[242]
- 23. september - Gary Kurtz, amerikansk filmproducer (født 1940).[243]
- 27. september - Marty Balin, amerikansk rockmusiker (født 1942).[244]
- 29. september - Tove Lindbo Larsen, dansk politiker (født 1928).[245]
- 30. september - Kim Larsen, dansk sanger (født 1945).[246]
- 30. september - Walter Laqueur, amerikansk historiker og akademiker (født 1921).[247]

## Oktober
| - Charles Aznavour - Đỗ Mười - Montserrat Caballé - Scott Wilson - Thomas A. Steitz - Paul Allen - Osamu Shimomura - Wim Kok - Vichai Srivaddhanaprabha - James J. Bulger |

- 1. oktober - Charles Aznavour, fransk-armensk sanger (født 1924).[248]
- 1. oktober - Đỗ Mười, vietnamesisk politiker (født 1917).[249]
- 2. oktober - Bent Lorentzen, dansk komponist (født 1935).[250]
- 3. oktober - Leon M. Lederman, amerikansk fysiker (født 1922).[251]
- 6. oktober - Montserrat Caballé, spansk sopran (født 1933).[252]
- 6. oktober - Scott Wilson, amerikansk skuespiller (født 1942).[253]
- 7. oktober - Jens Christian Lund, dansk officer (født 1945).[254]
- 8. oktober - Arnold Kopelson, amerikansk filmproducer (født 1935).[255]
- 9. oktober - Thomas A. Steitz, amerikansk biokemiker (født 1940).[256]
- 12. oktober - Pik Botha, sydafrikansk politiker (født 1932).[257]
- 14. oktober - Milena Dravić, serbisk skuespillerinde (født 1940).[258]
- 15. oktober - Paul Allen, amerikansk forretningsmand (Microsoft) (født 1953).[259]
- 15. oktober - Arto Paasilinna, finsk forfatter (født 1942).[260]
- 16. oktober - Walter Dee Huddleston, amerikansk senator (født 1926).[261]
- 17. oktober - Valters Frīdenbergs, lettisk sanger (født 1987).[262]
- 18. oktober - Lisbeth Palme, svensk børnepsykolog (født 1931).[263]
- 19. oktober - Osamu Shimomura, japansk kemiker og nobelprismodtager (født 1928).[264]
- 20. oktober - Wim Kok, hollandsk politiker og premierminister (født 1938).[265]
- 21. oktober - Joachim Rønneberg, norsk modstandsmand (født 1919).[266]
- 23. oktober - Agnete Laustsen, dansk politiker (født 1935).[267]
- 23. oktober - James Karen, amerikansk skuespiller (født 1923).[268]
- 26. oktober - Nikolai Karachentsov, russisk skuespiller (født 1944).[269]
- 27. oktober - Vichai Srivaddhanaprabha, thailandsk forretningsmand (født 1958).[270]
- 30. oktober - James J. Bulger, amerikansk gangster (født 1929).[271]

## November
| - Torben Jensen - Stan Lee - Morten Grunwald - Nicolas Roeg - Bernardo Bertolucci - George H.W. Bush |

- 2. november - Torben Jensen, dansk skuespiller (født 1944).[272]
- 6. november - Jonathan Cantwell, australsk cykelrytter (født 1982).[273]
- 6. november - Rasmus Berg, dansk rapper og producer (født 1973).[274]
- 7. november - Francis Lai, fransk filmkomponist (født 1932).[275]
- 8. november - Louise Hart, dansk sangerinde og tv-vært (født 1979).[276]
- 11. november - Douglas Rain, canadisk skuespiller (født 1928).[277]
- 12. november - Stan Lee, amerikansk tegneserieforfatter (født 1922).[278]
- 13. november - Katherine MacGregor, amerikansk skuespillerinde (født 1925).[279]
- 14. november - Morten Grunwald, dansk skuespiller (født 1934).[280]
- 15. november - Roy Clark, amerikansk sanger (født 1933).[281]
- 15. november - Werner Wejp-Olsen, dansk tegneserieforfatter (født 1938).[282]
- 16. november - William Goldman, amerikansk forfatter (født 1931).[283]
- 16. november - Flemming Nielsen, dansk fodboldspiller (født 1934).[284]
- 19. november - Eva Probst, tysk skuespillerinde (født 1930).[285]
- 20. november - Aaron Klug, britisk kemiker (født 1926).[286]
- 23. november - Nicolas Roeg, britisk filminstruktør (født 1928).[287]
- 23. november - Bernard Gauthier, fransk cykelrytter (født 1924).[288]
- 26. november - Bernardo Bertolucci, italiensk filminstruktør (født 1941).[289]
- 26. november - Stephen Hillenburg, amerikansk tegnefilmskaber og marinbiolog (født 1961).[290]
- 30. november - George Herbert Walker Bush, den 41. præsident i USA (født 1924)[291]
- 30. november - Gert Smedegaard, dansk trommeslager (født 1951).[292]

## December
| - Ken Berry - Penny Marshall - Paddy Ashdown - Roy J. Glauber - Børge Ring - Amos Oz - Shehu Shagari - Ray Sawyer |

- 1. december - Ken Berry, amerikansk skuespiller (født 1933).[293]
- 1. december - Kaj Johansen, dansk fodboldspiller (født 1932).[294]
- 3. december - Markus Beyer, tysk bokser (født 1971).[295]
- 3. december - Philip Bosco, amerikansk skuespiller (født 1930).[296]
- 6. december - Pete Shelley, engelsk musiker (født 1955).[297]
- 7. december - Belisario Betancur, columbisk politiker og tidligere præsident (født 1923).[298]
- 9. december - William Blum, amerikansk politiker (født 1933).[299]
- 13. december - Nancy Wilson, amerikansk jazz sangerinde (født 1937).[300]
- 14. december - Matti Kassila, finsk filminstruktør (født 1924).[301]
- 15. december - Girma Wolde-Giorgis, etiopisk politiker og tidligere præsident (født 1924).[302]
- 17. december - Penny Marshall, amerikansk skuespillerinde (født 1943).[303]
- 18. december - Tulsi Giri, nepalesisk politiker (født 1926).[304]
- 20. december - Henning Palner, dansk skuespiller (født 1932).[305]
- 20. december - Camilla Skovgaard, dansk designer (født 1973).[306]
- 22. december - Paddy Ashdown, britisk politiker og diplomat (født 1941).[307]
- 22. december - Simcha Rotem, polsk modstandsmand (født 1924).[308]
- 23. december - Ole Dahl, dansk læge og forfatter (født 1935).[309]
- 23. december - Troels Kløvedal, dansk langturssejler og forfatter (født 1943).[310]
- 26. december - Roy J. Glauber, amerikansk fysiker (født 1925).[311]
- 26. december - Theodore Antoniou, græsk komponist (født 1935).[312]
- 27. december - Børge Ring, dansk instruktør (født 1921).[313]
- 28. december - Amos Oz, israelsk forfatter (født 1939).[314]
- 28. december - Shehu Shagari, nigeriansk politiker (født 1925).[315]
- 28. december - Georges Loinger, fransk modstandsmand (født 1910).[316]
- 28. december - Toshiko Fujita, japansk skuespillerinde (født 1950).[317]
- 28. december - June Whitfield, engelsk skuespillerinde (født 1925).[318]
- 30. december - Mrinal Sen, indisk filminstruktør (født 1923).[319]
- 30. december - Don Lusk, amerikansk animator (født 1913).[320]
- 31. december - Ray Sawyer, amerikansk sanger (født 1937).[321]